# Khu di tích Chiến thắng Tầm Vu
Khu di tích Chiến thắng Tầm Vu ở gần cầu Tầm Vu, thuộc ấp Xẻo Cao, xã Thạnh Xuân, huyện Châu Thành A, tỉnh Hậu Giang, Việt Nam; cách thành phố Cần Thơ khoảng 17 km về hướng Tây Nam theo Quốc lộ 61.

## Giới thiệu
Tầm Vu nằm trên địa bàn xã Thạnh Xuân ngày nay, là nơi từng diễn ra 4 trận đánh lớn trong những năm đầu của cuộc kháng chiến chống Pháp (1946 - 1948).
- Trận đánh lần thứ nhất diễn ra vào ngày 20 tháng 1 năm 1946. Trong trận này, một đơn vị nhỏ do Nguyễn Đăng chỉ huy, đã diệt một xe Jeep trên lộ Tầm Vu (nay là Quốc lộ 61, đoạn gần cầu Tầm Vu), làm chết 4 quân Pháp, trong đó có viên Đại tá Dessert, là một trong 5 đại tá chỉ huy các mặt trận trên toàn cõi Đông Dương lúc bấy giờ [1].
- Trận đánh lần thứ hai diễn ra ngày 12 tháng 11 năm 1946, do lực lượng vũ trang Cần Thơ thực hiện, và cũng xảy ra trên lộ Tầm Vu. Người chỉ huy trận đánh là Ngô Hồng Giỏi. Trong trận này, 3 xe quân sự của Pháp bị thiêu cháy, hơn 60 lính Lê dương bị tiêu diệt. Bộ đội Cần Thơ đã thu trên 60 súng các loại. Trong trận này, chiến sĩ Dương Thành Thuận hy sinh.
- Trận đánh lần thứ ba diễn ra ngày 3 tháng 5 năm 1947, do Khu bộ trưởng Huỳnh Phan Hộ chỉ huy, và cũng xảy ra trên lộ Tầm Vu. Trận này, quân kháng chiến (gồm bộ đội của khu phối hợp tác chiến với lực lượng vũ trang của Cần Thơ) đã tiêu diệt 6 xe quân sự (mỗi xe chở chừng 20 lính Pháp) thu 8 đại liên, nhiều súng trường, đạn dược, quân trang và quân dụng...So với hai trận trước, trận này số quân hai bên tham gia đông hơn, súng đạn cũng nhiều hơn và hiện đại hơn. Và bài hát Tầm Vu (nhạc: Đắc Nhẫn, lời: Quốc Hương) có câu mở đầu: Hùng thay! Tầm Vu! đây đó vang lừng chiến công... được ra đời sau lần chiến thắng này [2].

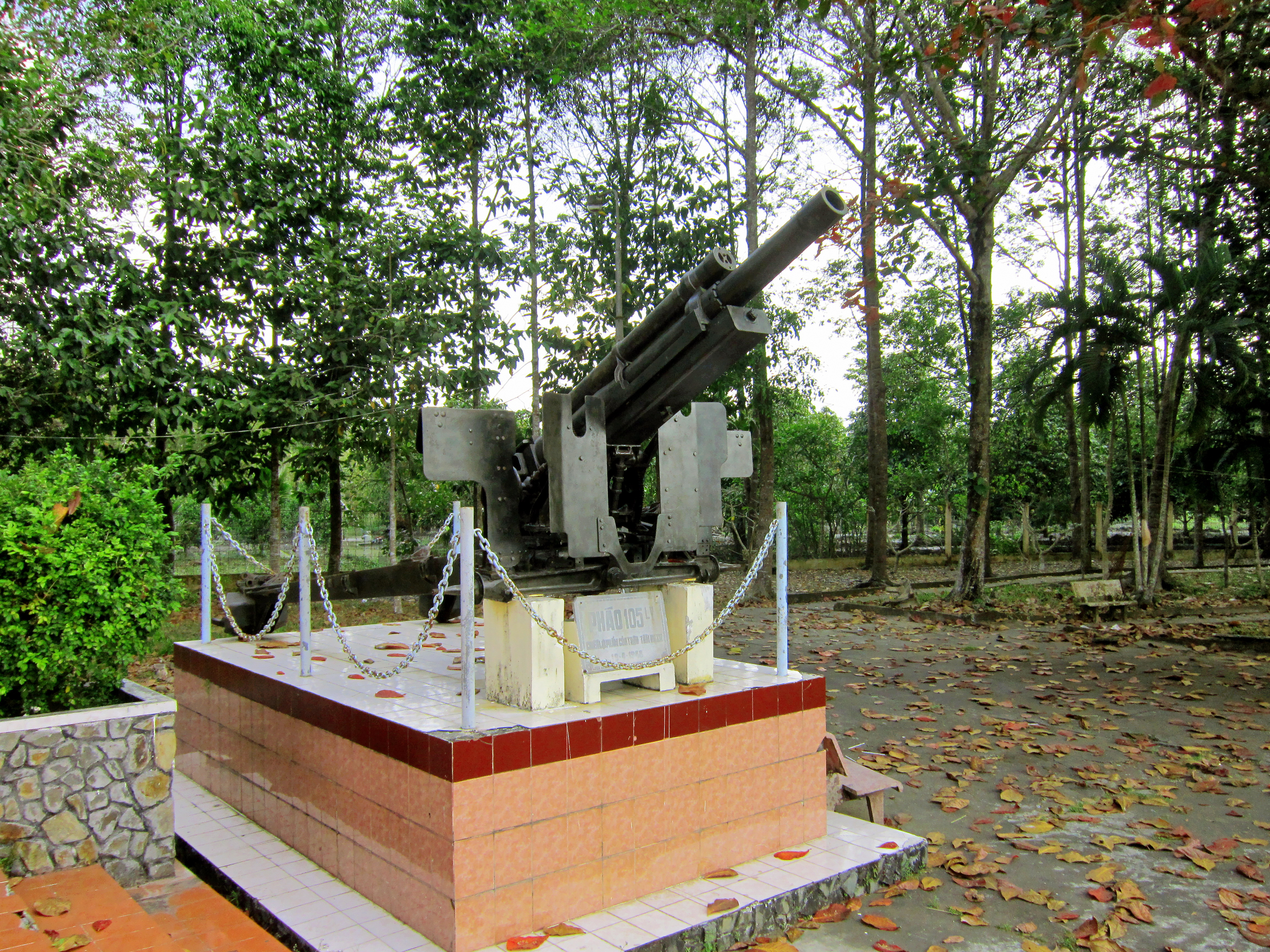
Khẩu pháo 105 ly của quân đội Pháp, hiện được trưng bày trong khu di tích

- Trận đánh lần thứ tư diễn ra chiều ngày 19 tháng 4 năm 1948. Đây là trận phục kích chặn đánh đoàn xe quân sự của Pháp ở Tầm Vu do các chi đội 24, 25, 26 thuộc bộ đội chủ lực Khu 4 thực hiện. Chỉ huy trận đánh là Khu bộ trưởng Trương Văn Giàu và Tham mưu trưởng Võ Quang Anh. Trong trận này, hơn 100 quân Pháp bị diệt (trong đó có 1 quan ba), 14 xe vận tải quân sự bị phá hủy, thu nhiều súng và quân trang, quân dụng khác. Nổi bật hơn cả là trong trận này, quân kháng chiến đã tịch thu được 1 khẩu pháo 105 ly lần đầu tiên trong cả nước, làm vang dội khắp chiến trường Đông Dương lúc bấy giờ (xem ảnh bên)[3].

Để kỷ niệm, Tầm Vu đã được tỉnh Hậu Giang đầu tư xây dựng thành khu di tích lịch sử (gồm có tượng đài, nhà trưng bày và khẩu pháo 105 ly) trong mấy năm gần đây. Đây là khu di tích lịch sử kết hợp với du lịch sinh thái nhằm phục vụ du khách gần xa...
Khu di tích rộng trên 2 ha, gồm các hạng mục như: Tượng đài chiến thắng cao trên 20m, mảng phù điêu hoành tráng, nhà trưng bày, khẩu pháo Đại bác 105 ly trong khuôn viên vườn.

## Di tích cấp Quốc gia
Ngày 25 tháng 1 năm 1991, Bộ Văn hóa - Thông tin ban hành Quyết định số 154/VH-QĐ công nhận địa điểm chiến thắng Tầm Vu là di tích lịch sử – văn hóa cấp quốc gia.